# جمال‌الدین حسین فخار شیرازی
جمال‌الدین حسین فخار شیرازی از خوشنویسان صاحب نام شیراز در قرن نهم هجری قمری بود. در انواع خطوط، به‌خصوص ثلث و نسخ مهارت بسیار داشت. در کتاب "پیدایش خط و خطاطان" وفات وی اواخر سدۀ هزار هجری ثبت شده است. از آثار وی: یک قطعه از مرقع، نسخ کتابت جلی و خفی عالی، با رقم "کتبه حسین‌الفتخار"؛ یک نسخه "بهجهٔالمباهج"، وزیری بزرگ، دو صفحه اول متن و حاشیه مذهَّب عالی، نسخ کتابت عالی، با رقم: "تمام شد کتاب بهجهٔالمباهج... فی... سنهٔ احدی و خمسین و تسعمائه... جمال‌الدین‌المشهور بحسین‌الفخار"؛ یک قطعه از مرقع مالک، ثلث و ریحان سه‌دانگ جلی و رقاع کتابت جلی ممتاز، با رقم: "مشقه‌العبدالضعیف حسین‌الفخارالشیرازی...".